# Załęże Wielkie
Załęże Wielkie (prononciation : [zaˈwɛ̃ʐɛ ˈvjɛlkʲɛ]) est un village polonais de la gmina de Różan dans le powiat de Maków de la voïvodie de Mazovie dans le centre-est de la Pologne.
Il se situe à environ 6 kilomètres au nord de Różan (siège de la gmina), 21 km à l'est de Maków Mazowiecki (siège du powiat) et à 84 km au nord de Varsovie (capitale de la Pologne).

## Histoire
De 1975 à 1998, le village appartenait administrativement à la voïvodie d'Ostrołęka.